# Partida del Vilar
La Partida del Vilar és una partida de terra del terme de Reus a la comarca catalana del Baix Camp.
Ocupava tot el sector de llevant de la ciutat de Reus, aproximadament entre el camí de Valls i el camí de l'Aigua Nova i fins a la riera del Petroli o de la Beurada. Toca amb la Partida de Rojals. En aquests terrenys s'hi han fet troballes de forns, sepultures i monedes, que correspondrien a una vil·la romana. Actualment, la major part del seu territori està ocupat per l'expansió urbana de la ciutat, i està pràcticament urbanitzada. La travessa l'Avinguda de Marià Fortuny.
En aquesta partida, l'any 1879 l'empresari reusenc Joan Vilella Llauradó va iniciar la construcció de la refineria de petroli coneguda amb el nom de La Pensilvània. El solar d'aquesta empresa encara s'identifica actualment, ja que després s'hi va instal·lar l'empresa municipal Redessa, al camí de Valls, lloc que anteriorment havia ocupat la fàbrica d'electrodomèstics Crolls.